# Alba Bouwer
Albertha Magdalena Bouwer (16 mars 1920 – 5 octobre 2010) est une journaliste et auteure sud-africaine. Elle est surtout connue pour sa série d’histoires pour enfants relatant les expériences d’une petite fille appelée Alie et grandissant dans un lieu fictif nommé Rivierplaas situé dans l’État libre rural. Plus tard dans sa vie, elle a publié un roman pour adultes, Die afdraand van die dag is kil (La fin de la journée est froide, 1992), sur la vie de deux femmes âgées.

## Biographie
Alba Bouwer a elle-même grandi dans une ferme de la province de l’État libre d'Orange et a fréquenté l’école secondaire pour filles de La Rochelle à Paarl et le collège universitaire huguenot à Wellington. Elle a passé la majeure partie de sa vie professionnelle dans les milieux littéraires et médiatiques du Cap et de ses environs.
Immédiatement après l’obtention de son diplôme, Bouwer a commencé à travailler comme enseignante, mais elle a quitté l’enseignement pour devenir rédactrice en chef de Huishouding, un magazine féminin nouvellement créé. De 1948 à 1950, elle a été productrice de radio et présentatrice à la South African Broadcasting Corporation, démissionnant en 1950 pour occuper un poste de rédactrice adjointe au nouveau magazine féminin Sarie, où elle est restée pendant treize ans.
Sa première œuvre de fiction, Stories van Rivierplaas, est apparue sous forme de série dans Sarie. Comme beaucoup de ses histoires, elles étaient semi-autobiographiques. Elle continue à produire des histoires, des traductions et des compilations jusqu’à la fin des années 1980, mais abandonne sa carrière de journaliste pour se marier en 1963.
Le premier mari de Bouwer est Hubert Coetzee (mort en 1969), veuf et père de deux adolescents issus d'un précédent mariage. S'occuper de ses beaux-enfants sont devenus la première priorité de Bouwer en tant qu’épouse et veuve. En 1975, elle se remarie avec Jan Hendrik Hofmeyr, veuf avec cinq enfants de son précédent mariage, et déménage du Boland à Riversdale.
Depuis 1994, elle vivait dans un centre de villégiature dans le Somerset West. Le 5 octobre 2010, Alba Bouwer tombe dans le coma et meurt.

## Récompenses
- Scheepers Prize for Children's Literature en 1959 et en 1965
- C.P. Hoogenhout Award en 1961, 1971 et 1983[5]